# Рафаел Лопіш
Рафаел Лопіш (порт. Rafael Lopes, нар. 28 липня 1991, Ешпозенде) — португальський футболіст, нападник польського клубу «Вєчиста». Виступав, зокрема, за збірну Португалії до 20 років, з якою став фіналістом чемпіонату світу 2011 року.

## Клубна кар'єра
Народився 28 липня 1991 року в місті Ешпозенде. Вихованець юнацьких команд футбольних клубів «Ешпозенде» та «Варзім». У дорослому футболі дебютував 2010 року виступами за команду «Варзім», в якій провів один сезон, взявши участь у 27 матчах Сегунди. 
Влітку 2011 року він перейшов до клубу вищого дивізіону «Віторія» (Сетубал) і дебютував у Прімейрі 9 вересня, коли вийшов на заміну в матчі проти «Порту» (0:3). Перший гол на найвищому рівні забив 18 грудня, допомігши зіграти внічию 1:1 з «Насіуналом» (Фуншал).
У сезоні 2012/13 Лопіш виступав за «Морейренсі», з яким посів посів передостаннє 15 місце і вилетів з Прімейри, після чого перейшов у інший клуб Сегунди «Пенафіел», де, втім, провів лише пів року.
Своєю грою за останню команду привернув увагу представників тренерського штабу клубу «Академіка», до складу якого приєднався на початку 2014 року. Відіграв за клуб з Коїмбри наступні два з воловиною сезони своєї ігрової кар'єри. Більшість часу, проведеного у складі «Академіки» (Коїмбра), був основним гравцем атакувальної ланки команди, втім 2016 року Лопіш і з цією командою вилетів з вищого дивізіону.
Протягом сезону 2016/17 років захищав кольори клубу «Шавеш», після чого відправився на Кіпр і наступний сезон провів у місцевій «Омонії».
В липні 2018 року уклав однорічний контракт з «Боавіштою», по завершенні якого знову відправився за кордон, цього разу до Польщі, підписавши дворічну угоду з «Краковією». У своєму єдиному сезоні він забив 12 голів у чемпіонаті за клуб, а також допоміг йому виграти свій перший в історії Кубок Польщі після перемоги 3:2 у фіналі над «Лехією» у додатковий час.
Його виступи у краківському клубі зацікавили одного з грандів місцевого футболу, столичну «Легію», куди португалець і перейшов 1 серпня 2020 року, підписавши контракт на 2,5 роки. З цією командою Рафаел 2021 року виграв чемпіонат Польщі.
В липні 2022 року перейшов до кіпрського клубу АЕК (Ларнака).
Сезон 2024/25 Лопіш починав в клубі «Анортосіс». В лютому 2025 року як вільний агент футболіст перейшов до польського клубу «Вєчиста».

## Виступи за збірну
2011 року виступав у складі збірної Португалії до 20 років, взявши участь в 11 іграх і відзначившись одним забитим голом. З цією командою був учасником молодіжного чемпіонату світу 2011 року в Колумбії, де зіграв в чотирьох іграх і став фіналістом турніру.

## Титули і досягнення
- Чемпіон Польщі (1):

«Легія»: 2020/21
- Володар Кубка Польщі (1):

«Краковія»: 2019/20